# Церковь Святой Троицы (Будва)
Церковь Святой Троицы — православная церковь начала XIX века, расположенная на Церковной площади Старого города Будвы в Черногории. Является памятником культурного наследия Черногории.

## История и убранство
Идея строительства храма родилась в 1797 году, именном этим годом датируется разрешение на строительства храма полученное городскими властями от черногорского митрополита Петра I Цитинского. Строительные работы были начаты уже в следующем 1798 году и продлились до 1804 года, возведение храма велось силами верующих.
Церковь построена в византийском стиле — стены храма выложены из камня белых и красных оттенков. Крыша выложена из красной черепицы. На высокой колокольне расположенной прямо над входом в храм (колокольня является частью церкви) расположены три колокола, звон которых во время служений разносится по всей Будве. Венчает же всё здание большой купол, покрытый ярко-красной черепицей, на вершине купола белый каменный крест. Купол как бы врезается в крышу церкви, не покрывая ее полностью. 
Для росписи внутренних пространств церкви был приглашен православный греческий иконописец с острова Милос — Наум Зетири, который приступил к работе в 1833 году. Созданный им иконостас в стиле барокко с ликами святых и с эпизодами известных сюжетов древней религии выделяется не золотым окладом икон, а искусностью художественного оформления.
Потолок и купол храма увенчаны фресками, рисунки которых повторяют библейские темы, начиная от рождения Иисуса Христа, его крещения, далее тайной вечери, распятия, его воскресения и завершая вознесением. Фрески выполнены очень сочными красками на ярком сине-голубом фоне по все внутренней пономаре храма. Следует отметить, тот факт, что в росписи и убранстве храма отмечены образы святых не только тех, которые почитаются в православии повсеместно, но и святых почитаемых поместной сербской церковью.
Вход в храм венчает мозаичное панно с изображением Отца, Сына и Святого Духа, данная работа является копией картины «Троица» русского иконописца Андрея Рублёва, выполненного в типичном византийском стиле.
Церковь значительно пострадала во время землетрясения в 1979 году, однако разрушения не коснулись внутреннего убранства и росписи. Вскоре церковь была отреставрирован и возвращена к прежнему виду.

## Расположение
Церковь находится в самом центре Старого города Будвы, на центральной (Церковной) площади города. Церковь соседствует со зданием Цитадели Будвы (крепость Святой Марии), церковью Святого Саввы, церковью Девы Марии и католическим собором Святого Иоанна Крестителя. Все эти постройки расположены на расстоянии не более 100-150 метров друг от друга.